# Haidenaab-Radweg

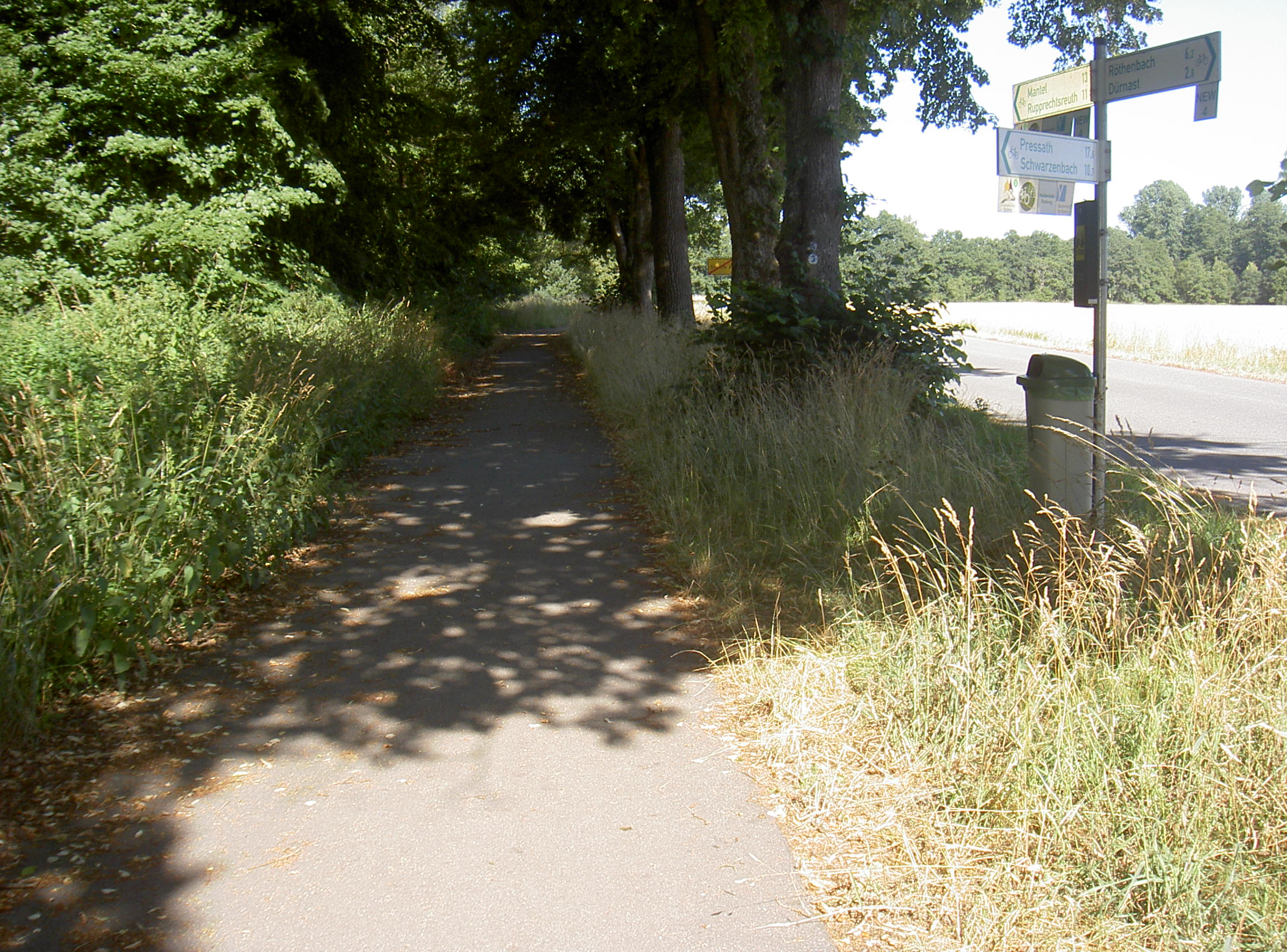
Haidenaab-Radweg bei Steinfels

Der Haidenaab-Radweg ist ein 88 km langer Radwanderweg in Nordbayern, der von Bayreuth bis zur Vereinigung von Waldnaab und Haidenaab zur Naab bei Unterwildenau führt. Er ist über den Vils-Haidenaab-Radweg mit dem Vilstal-Radweg verbunden.

## Orte auf dem Weg
Bayreuth – Untersteinach – Görschnitz  – Weidenberg – Seybothenreuth  – Speichersdorf – Wirbenz – Haidenaab – Kastl – Pressath – Schwarzenbach – Mantel – Etzenricht – Luhe-Wildenau

## Sehenswürdigkeiten auf dem Weg
- Schloss Schlackenhof
- Schloss Kaibitz
- Schloss Dießfurth
- Schloss Steinfels
- Kirche St. Moritz im Markt Mantel (spätmittelalterlich, 1734 erneuert)
- Schloss Unterwildenau mit sehenswerten Akanthusaltar in der Kapelle des Schlosses[6]